# Матео, Кике
Энрике «Кике» Матео Монтойя (исп. Enrique Mateo Montoya; 30 декабря 1979, Мурсия) — испанский футболист, полузащитник.

## Карьера
В начале карьеры Кике играл за клубы Терсеры и Сегунды Б, но нигде не задерживался дольше сезона. В одном из этих клубов, «Сьюдад де Мурсия», он выиграл главный трофей четвёртой по значимости испанской лиги. В сезоне 2004/05 Кике перешёл в «Эйбар» из Сегунды, где он провёл все 42 матча лиги и помог команде оказаться в шаге от первого в истории выхода в Примеру. Затем игрок перешёл в вернувшийся во вторую лигу «Эркулес», где провёл два сезона. Потом он перешёл в хихонский «Спортинг», с которым он попал в Примеру. В высшей испанской лиге Кике дебютировал 31 августа 2008 года в матче против «Хетафе» (1:2). Свой первый гол он забил во встрече с мадридским «Реалом» (1:7). В том сезоне Кике забил и другому гранду испанского футбола, «Барселоне». Это произошло 8 февраля 2009 года, матч закончился со счётом 3:1 в пользу «сине-гранатовых». 16 июля 2010 года Кике Матео подписал трёхлетний контракт с клубом Сегунды «Эльче».